# Zlacení

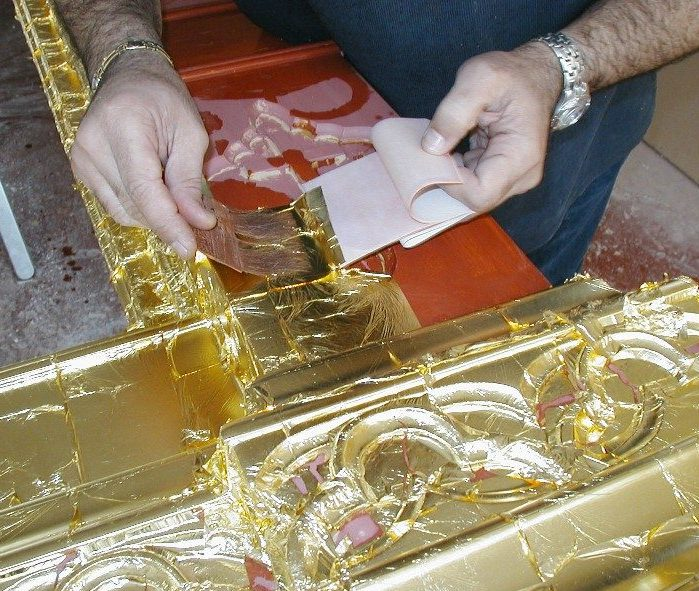
Pozlacovač nanáší plátky dvaadvacetikarátového zlata na podklad

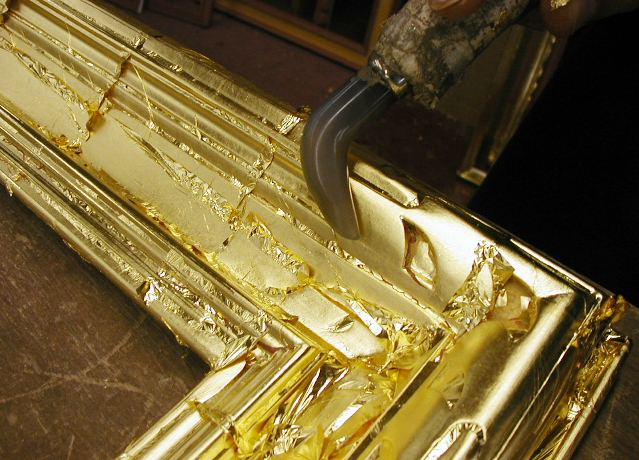
Hlazení achátem

Zlacení a pozlacování jsou různé techniky nanášení tenké vrstvy zlata na povrch jiných materiálů.

## Historie
Obojí je známo již od starověku, zmiňuje se ve Starém zákoně, u Herodota a jeho postup je vyobrazen na egyptských reliéfech z doby 2955 až 2500 př. n. l. První přesné technické návody se objevily ve středověké literatuře z počátku 12. století u zlatníka Theofila Presbytera a ve 14. století je popsal italský malíř Cennino Cennini.

## Cíle
Tradičně je jeho smyslem zvýraznit předmět, docílit dekorativní a luxusně vyhlížející povrch, který zároveň lépe vzdoruje korozi a vlivům povětrnosti. Již od starověku se často pozlacují zejména kultovní a rituální předměty. V současnosti se zlacení navíc využívá v elektronice a elektrotechnice, zejména pro lepší vlastnosti pozlacených kontaktů.

## Druhy pozlacování a zlacení
Z technického hlediska se v odborném použití rozlišuje mezi
- pozlacováním, což je nalepování velmi tenké zlaté fólie na libovolný povrch, a
- zlacením kovových předmětů, což může být buď
  - zlacení v ohni,
  - zlacení plátováním,
  - galvanické zlacení,
  - zlacení napařováním.

Jiné techniky jsou zlacení skla, porcelánu a keramiky.

## Pozlacování

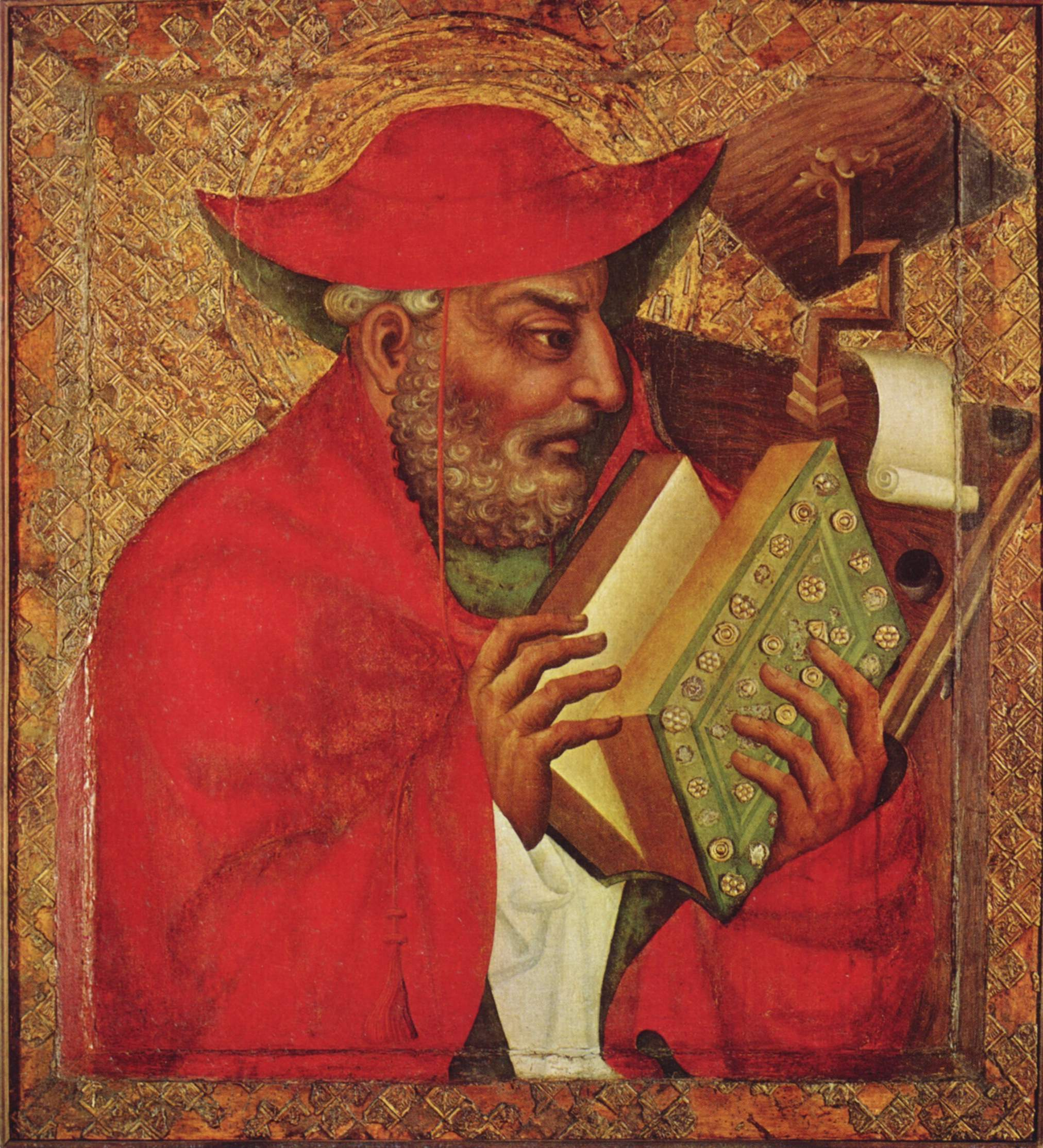
Mistr Teodorich: Sv. Jeroným (pozadí zlacené plátky)

Pozlacování čili plátkové zlacení znamená mechanické nanášení zlaté fólie (tzv. pozlátko) na kovový nebo nekovový povrch. V předhistorických dobách se tenký zlatý plech na zdrsněné kovové povrchy upevňoval někdy jen tlakem hladítka (viz např. disk z Nebry). Jinak se pozlátko na vhodně upravený podklad lepí, a to v knihařství vaječným bílkem, který se pak vytvrdí nahřátým razidlem, jinak nějakým (často lihovým) lakem na připravenou a vyhlazenou podložku. Při klasickém pozlacování se k lepení používá poliment, který obsahuje velmi jemnou hlinku – bolus a klih. Barva polimentu ovlivňuje výsledný vzhled, pro matné zlacení se používá žlutý, červený pro leštěné povrchy. Zejména pro venkovní povrchy se též používá lepení mixtionem, který je na bázi lněného oleje.
Pozlátko je mimořádně tenké (proti světlu průsvitné) a zacházení s ním vyžaduje zvláštní techniku: pozlacovač je krájí na koženém polštářku, nanáší na místo navlhčeným štětcem a připevňuje hladítkem. Pozlacený povrch lze ještě zdobit vytlačováním a podobně, jak to bylo běžné na středověkých obrazech. Pozlacování fólií se dnes užívá ve výtvarném umění, v rámařství, v knihařství a podobně.
Pro pozlacování se též používá levnější náhražka zlata obecně nazývaná metal (metál), zpravidla se jedná o fólie ze slitin mědi nebo eloxované hliníkové fólie. Práce probíhá podobně jako s pravým zlatem, ale může být nezbytné výsledný povrch ochránit lakem proti oxidaci. Od pozlacování je třeba odlišit natírání „zlatou“ barvou, kde pigment tvoří kovový prášek.

## Zlacení kovových předmětů
Nejstarší technika zlacení barevných kovů je zlacení v ohni: předmět se natře zlatým amalgámem (roztokem zlata ve rtuti), pak se nad ohněm vypálí a vzniklá vrstvička zlata vyleští hladítkem. V ohni se zlatily například bohoslužebné nádoby, kalichy, pateny a podobně. Různými přísadami lze dosáhnout různých barev zlata. Zlatá vrstvička na podkladu dokonale drží, manipulace se rtutí je však zdraví škodlivá a proto se tento postup v současnosti nepoužívá.
Jiný starší způsob je zlacení plátováním (doublé): na silný mosazný nebo tombakový plech se navaří tenčí zlatý plech a vzniklý sendvič se pak válcuje na potřebnou tloušťku. Z takto vzniklého materiálu se pak vyráběly šperky, kterým se někdy také říká doublé. Vrstvička zlata na podkladu dokonale drží a je obvykle silnější než při následujícím postupu. Používá se dnes ještě na hodinková pouzdra.
Dnes nejběžnější technikou je galvanické zlacení, při němž se zlacený předmět zavěsí jako katoda do zlaticí lázně (obvykle obsahující kyanid zlatitý) a průchodem proudu se na něm usazuje vrstvička ryzího zlata. Předměty z železných kovů se často napřed poměďují, někdy ještě niklují a podobně, aby se dosáhlo správné barvy. Vrstvička zlata může být téměř libovolně slabá, proto je i zlacení méně odolné než předchozí postupy.
Zcela moderní technikou je zlacení napařováním ve vakuu: v nádrži s vyčerpaným vzduchem se elektricky odpaří zlato, které se usazuje na chladných površích. Tím lze dosáhnout extrémně tenké vrstvy na libovolném podkladu, proto se používá například v mikroskopii na zvýraznění preparátu, ale i pro zdobení módních doplňků a podobně.

## Zlacení skla a porcelánu
Sklo a keramiku lze pozlacovat pozlátkem, trvalejší a také levnější je zlacení vpalováním. Dekor se nanese zlatou pastou, která se pak vypálí a při některých postupech ještě dodatečně leští hladítky. Vpalované zlacení je poměrně trvanlivé, je však také nákladné a dnes se obvykle nahrazuje jinými materiály.

## Kombinace technik
Zlacení nebo pozlacování může být doplňkem jiných povrchových úprav předmětů, a to postříbření, polychromie či štafírování.